# 横山将義
横山 将義（よこやま まさのり、1966年 - ）は、日本の経済学者。神奈川県川崎市生まれ。早稲田大学商学学術院教授。専門は経済政策、国際経済学。中小企業診断士試験委員。2020年から2024年まで(1期2年で2期分)、早稲田大学商学学術院と商学部の学部長を務めている。

## 略歴
- 1985年 神奈川県立生田高等学校卒業
- 1989年 早稲田大学商学部卒業
- 1994年 早稲田大学大学院商学研究科博士後期課程単位取得
- 1994年 大阪市立大学商学部専任講師
- 1996年 早稲田大学商学部専任講師。このころ商学部の学生佐久間宣行（当時2年生で留年中）と個人的に親交を深める。このつながりが機縁となって2024年3月の早大商学部卒業式に佐久間が出席し、壇上で祝辞を述べた。
- 2001年 オックスフォード大学客員研究員
- 2003年 早稲田大学商学部教授

## 委員歴
- 文部科学省研究振興局学術調査官（2005年 - 2007年）
- 日本国際経済学会幹事（2006年 - 2008年）
- 日本私立大学連盟大学評価推進会議委員（2007年 - 2011年）
- 日本計画行政学会編集出版委員（1999年 - 2013年）
- 日本経済政策学会理事（2007年 - ）
- 東京都卸売市場審議会委員（2013年 - ）

## 著書
- 『経済のグローバル化と日本経済』共著（早稲田大学出版部 1998）
- 『入門マクロ経済学』共著（中央経済社 1999）
- 『オープン・エコノミーと日本経済』単著（成文堂 1999）
- 『入門ミクロ経済学』共著（中央経済社 2002）
- 『図解雑学 ミクロ経済学』共著（ナツメ社 2003）
- 『開放マクロ経済学と日本経済』単著（成文堂 2003）
- 『入門ビジネス・エコノミクス』共著（中央経済社 2006）
- 『経済政策』単著（成文堂 2012）